# Look at Me (canción de John Lennon)
«Look at Me» es una canción escrita y grabada por John Lennon en su álbum debut como solista John Lennon/Plastic Ono Band. Fue escrita durante las sesiones del álbum The Beatles (comúnmente conocido como The White Album) en 1968. La canción estuvo olvidada hasta 1970, cuando fue incluida en su álbum debut. Más tarde fue lanzada, pero en una forma diferente, en John Lennon Anthology y su álbum recopilatorio Acoustic..

## Composición
El patrón de la canción es bastante importante en toda la canción. Exhibe la misma técnica de punteo de guitarra que se puede apreciar en otras canciones de Lennon con The Beatles como "Dear Prudence", "Happiness Is a Warm Gun" y "Julia", que también se escribieron durante las sesiones del White Album. Lennon había aprendido la técnica de punteo en la guitarra (conocida como 'Travis-picking') del músico escocés Donovan, que acompañó a Lennon y a los demás Beatles a un retiro espiritual en Rishikesh, India, en 1968.

## Personal
- John Lennon – voz, guitarra acústica